# Ore wo Suki nano wa Omae dake ka yo
Ore o Suki nano wa Omae dake ka yo (яп. 俺を好きなのはお前だけかよ орэ о суки нано ва омаэ дакэ ка ё, «Да как меня можешь любить только ты?») или кратко Oresuki (俺好き) — ранобэ, написанная Ракудой и проиллюстрированная Бурики. ASCII Media Works опубликовало 13 томов с 10 февраля 2016 года под импринтом Dengeki Bunko.
Книги были адаптированы в виде манги с иллюстрациями Ю Идзимы, которая выпускалась в цифровом виде в приложении Shonen Jump+ издательства Shueisha с 26 февраля 2017 года. Она была издана в виде пяти танкобонов. На их основе также был выпущен аниме-сериал студией Connect, показанный с 2 октября до 25 декабря 2019 года. OVA, продолжающая сюжет аниме, вышла 2 сентября 2020 года.

## Сюжет
Oresuki рассказывает об обычном старшекласснике Амацую «Дзёро» Кисараги. Однажды на выходных ему назначают сразу две встречи — его подруга Химавари и глава студсовета Космос. Ожидая, что они собираются признаться ему в любви, Дзёро оказывается разочарован, когда они заявляют, что любят его лучшего друга, и просят совета.
В самом Дзёро заинтересована Пандзи, помощница библиотекаря, в которую как раз и влюблён его лучший друг Тайё Ога.

## Персонажи
Амацую Кисараги (яп. 如月 雨露 Кисараги Амацую) / Дзёро (яп. ジョロ, букв. «Лейка») — главный герой. Секретарь ученического совета школы. Пытается заполнить свою школьную жизнь любовными приключениями. В его планы входило влюбить в себя Космос или Химавари, однако в него влюбилась Пандзи. Отличается от большинства героев жанра тем, что скрывает своей «обычностью» другую, настоящую личность и намеренно ведёт себя неприметно, чтобы заполучить девушек. С развитием сюжета Дзёро растёт; выясняется, что реальный характер Дзёро находится где-то между двумя личностями.
Сэйю: Дайки Ямасита
Сумирэко Сансёкуин (яп. 三色院 菫子 Сансёкуин Сумирэко) / Пандзи (яп. パンジー Пандзи:, букв. «Фиалка») — помощница школьного библиотекаря, влюблена в Дзёро. Узнав секрет Кисараги, она шантажирует его, заставляя приходить в библиотеку. Она намеренно одевается скромно, скрывая свою настоящую внешность из-за того, что в средней школе была «главной героиней» в гареме своего одноклассника. Это оставило ей эмоциональную травму.
Сэйю: Харука Томацу
Аой Хината (яп. 日向 葵 Хината Аой) / Химавари (яп. ひまわり, букв. «Подсолнух») — жизнерадостная подруга Дзёро. Они знакомы с детства.
Сэйю: Харука Сираиси
Сакура Акино (яп. 秋野 桜 Акино Сакура) / Космос (яп. コスモス Косумосу, букв. «Космея») — глава ученического совета.
Сэйю: Сатика Мисава
Тайё Ога (яп. 大賀 太陽 Ога Тайё:) / Сан-тян (яп. サンちゃん Сантян, букв. «Солнышко») — лучший друг Дзёро, питчер в бейсбольной команде.
Сэйю: Юма Утида

## Медиа

### Ранобэ
Ore wo Suki Nano wa Omae Dake ka yo написано Ракудой и проиллюстрировано Бурики. Издательство ASCII Media Works выпустило первый том 10 февраля 2016 года под своим импринтом Dengeki Bunko.
| №  | Дата публикации  | ISBN                   |
| -- | ---------------- | ---------------------- |
| 1  | 10 февраля 2016  | ISBN 978-4-04-865747-1 |
| 2  | 9 апреля 2016    | ISBN 978-4-04-865885-0 |
| 3  | 10 августа 2016  | ISBN 978-4-04-892286-9 |
| 4  | 10 января 2017   | ISBN 978-4-04-892601-0 |
| 5  | 8 апреля 2017    | ISBN 978-4-04-892831-1 |
| 6  | 10 августа 2017  | ISBN 978-4-04-893282-0 |
| 7  | 10 ноября 2017   | ISBN 978-4-04-893466-4 |
| 8  | 10 марта 2018    | ISBN 978-4-04-893684-2 |
| 9  | 10 сентября 2018 | ISBN 978-4-04-893913-3 |
| 10 | 10 ноября 2018   | ISBN 978-4-04-912099-8 |
| 11 | 10 мая 2019      | ISBN 978-4-04-912527-6 |
| 12 | 20 октября 2019  | ISBN 978-4-04-912796-6 |
| 13 | 20 декабря 2019  | ISBN 978-4-04-912908-3 |
| 14 | 20 июня 2020     | ISBN 978-4-04-913204-5 |

### Манга
Манга-адаптация, нарисованная Ю Идзимой, начала издаваться в онлайн-приложении для манги Shonen Jump+ издательства «Shueisha» с 26 февраля 2017 года. Её выпуск завершился 23 августа 2020 года. Главы были собраны в тома и изданы в виде шести танкобонов.
| № | Дата публикации | ISBN                   |
| - | --------------- | ---------------------- |
| 1 | 4 августа 2017  | ISBN 978-4-08-881135-2 |
| 2 | 2 марта 2018    | ISBN 978-4-08-881373-8 |
| 3 | 4 января 2019   | ISBN 978-4-08-881650-0 |
| 4 | 4 октября 2019  | ISBN 978-4-08-881832-0 |
| 5 | 4 марта 2020    | ISBN 978-4-08-882144-3 |
| 6 | 2 октября 2020  | ISBN 978-4-08-882467-3 |

### Аниме
7 октября 2018 года на фестивале «Dengeki Bunko 25th Anniversary Fall Dengeki Festival» была анонсирована аниме-адаптация ранобэ в формате телесериала. Сериал создаётся на студии Connect под руководством режиссёра Нориаки Акитая по сценарию, написанному автором ранобэ и манги Ракуды, дизайн персонажей создан художником Сёко Такимото, музыкальное сопровождение — композитором Ёсиаки Фудзисава. Премьера сериала состоялась 2 октября 2019 года на Tokyo MX, GYT, GTV, BS11, TVA, и YTV.

## Критика
Изначально произведение выглядит как обычная романтическая комедия. Первым намеком, что все не совсем так, становится читаемая Пандзу книга — «Странная история доктора Джекила и мистера Хайда». Неожиданным поворотом, сразу выделяющим сериал, становится то, что Дзёро, главный герой, на самом деле не типичный герой жанра, а намеренно изображал из себя «обычный» героя симулятора свиданий, рассчитывая таким образом завести отношения с девушками. Он использовал своего «Джекилла», чтобы спрятать «Хайда». Впрочем, позже сюжет оправдывается, изображая, что под «Хайдом» прячется все же хороший человек, да и окружающие на самом деле ещё хуже. Аниме поднимает вопрос, как типичный герой ромкомов сумел бы привлечь внимание такого количества героинь, и его ответ: «Это был обман». Возникший из-за этого кризис героя и его рост добавляют Дзёро эмоциональной глубины. Он далёк от идеала, но именно в этом и есть вся суть, ведь идеальных людей не существует.
Героини в истории менее проработаны и соответствуют классическим типажам. У них нет иной мотивации, кроме как понравиться Дзёро. Наиболее раскрытыми оказываются Пандзи и Космос. Те из них, кто позже появляются в сюжете, остаются мало проработанными. Все они носят имена и прозвища в честь разных цветов. Их значения на языке цветов отражают характер героинь.
Oresuki использует многие штампы жанра: фансервис, детали в дизайне персонажей, как такие, что каждая героиня носит в волосах цветок, в честь которого она названа, — но намеренно заигрывает с ними. В ситуациях, когда в типичных аниме жанра герои молчат и не говорят друг другу всего, что приводит к недопониманию, персонажи OreSuki общаются и просят совета друг у друга. Сериал также поднимает вопрос того, что типичные герои «гаремников» являются довольно жестокими персонажами, так как они никогда не делают выбор между девушками. Эта нерешительность мешает героиням двигаться вперёд.
Хотя на середине сезона аниме меняется. Сюжет настолько увлекается неожиданными поворотами, что двигается слишком быстро, не успевая раскрыть ни мотивации, ни проблемы героев. Некоторые критики сочли это возвратом назад к классической гаремной комедии.
В произведении много сатиры на жанр. Например, в классической фансервисной серии на пляже ожидания героя всё время рушатся, и в конце Дзёро отправляется в закат верхом на розовом дельфине вместе с Сан-тяном. Именно его пародийность на жанр романтических комедий в аниме выделяет OreSuki среди схожих произведений.

## Примечание
1. 1 2  Ore wo Suki nano wa Omae Dake ka yo Light Novels Get TV Anime (англ.). Anime News Network (7 октября 2018). Дата обращения: 7 октября 2018. Архивировано 29 марта 2021 года.
2. 1 2 3 4 5 6  The Fall 2019 Anime Preview Guide - ORESUKI: Are you the only one who loves me? (англ.). Anime News Network (2 октября 2019). Дата обращения: 28 мая 2020. Архивировано 7 сентября 2020 года.
3. 1 2 3 4 5  Lynzee Loveridge. ORESUKI: Are you the only one who loves me? Episodes 1-3 (англ.). Anime News Network (23 октября 2019). Дата обращения: 29 мая 2020. Архивировано 4 сентября 2020 года.
4. ↑  Lynzee Loveridge. ORESUKI: Are you the only one who loves me? Episode 6 (англ.). Anime News Network (7 ноября 2019). Дата обращения: 1 июня 2020. Архивировано 4 сентября 2020 года.
5. 1 2 3  Lynzee Loveridge. ORESUKI: Are you the only one who loves me? Episode 10 (англ.). Anime News Network (11 декабря 2019). Дата обращения: 1 июня 2020. Архивировано 4 сентября 2020 года.
6. 1 2 3  Lynzee Loveridge. ORESUKI: Are you the only one who loves me? Episode 12 (англ.). Anime News Network (26 декабря 2019). Дата обращения: 1 июня 2020. Архивировано 4 сентября 2020 года.
7. 1 2  俺を好きなのはお前だけかよ (яп.). Dengeki Bunko. Дата обращения: 10 мая 2019. Архивировано 10 мая 2019 года.
8. ↑  俺を好きなのはお前だけかよ（２） (яп.). Dengeki Bunko. Дата обращения: 10 мая 2019. Архивировано 10 мая 2019 года.
9. ↑  俺を好きなのはお前だけかよ（３） (яп.). Dengeki Bunko. Дата обращения: 10 мая 2019. Архивировано 10 мая 2019 года.
10. ↑  俺を好きなのはお前だけかよ（４） (яп.). Dengeki Bunko. Дата обращения: 10 мая 2019. Архивировано 10 мая 2019 года.
11. ↑  俺を好きなのはお前だけかよ（５） (яп.). Dengeki Bunko. Дата обращения: 10 мая 2019. Архивировано 10 мая 2019 года.
12. ↑  俺を好きなのはお前だけかよ（６） (яп.). Dengeki Bunko. Дата обращения: 10 мая 2019. Архивировано 10 мая 2019 года.
13. ↑  俺を好きなのはお前だけかよ (7) (яп.). Dengeki Bunko. Дата обращения: 10 мая 2019. Архивировано 10 мая 2019 года.
14. ↑  俺を好きなのはお前だけかよ（８） (яп.). Dengeki Bunko. Дата обращения: 10 мая 2019. Архивировано 10 мая 2019 года.
15. ↑  俺を好きなのはお前だけかよ（９） (яп.). Dengeki Bunko. Дата обращения: 10 мая 2019. Архивировано 10 мая 2019 года.
16. ↑  俺を好きなのはお前だけかよ (10) (яп.). Dengeki Bunko. Дата обращения: 10 мая 2019. Архивировано 10 мая 2019 года.
17. ↑  俺を好きなのはお前だけかよ (11) (яп.). Dengeki Bunko. Дата обращения: 10 мая 2019. Архивировано 10 мая 2019 года.
18. ↑  俺を好きなのはお前だけかよ (12). Dengeki Bunko. Дата обращения: 12 сентября 2019. Архивировано 29 октября 2020 года.
19. ↑  俺を好きなのはお前だけかよ (13). Dengeki Bunko. Дата обращения: 12 февраля 2020. Архивировано 29 октября 2020 года.
20. ↑  俺を好きなのはお前だけかよ (14). Dengeki Bunko. Дата обращения: 8 мая 2020. Архивировано 29 октября 2020 года.
21. ↑  Yuan, Kevin. Asato Mizu, Kaito Launch Manga on Shonen Jump+ App (англ.). Anime News Network (23 января 2017). Дата обращения: 7 октября 2018. Архивировано 29 октября 2020 года.
22. ↑  Hodgkins, Crystalyn. ORESUKI: Are you the only one who loves me? Manga Ends on August 23 (англ.). Anime News Network (26 июля 2020). Дата обращения: 26 июля 2020. Архивировано 29 октября 2020 года.
23. ↑  俺を好きなのはお前だけかよ (яп.). Shueisha. Дата обращения: 4 апреля 2020. Архивировано 1 ноября 2020 года.
24. ↑  俺を好きなのはお前だけかよ 1 (яп.). Shueisha. Дата обращения: 9 мая 2019. Архивировано 26 мая 2019 года.
25. ↑  俺を好きなのはお前だけかよ 2 (яп.). Shueisha. Дата обращения: 9 мая 2019. Архивировано 29 мая 2019 года.
26. ↑  俺を好きなのはお前だけかよ 3 (яп.). Shueisha. Дата обращения: 10 мая 2019. Архивировано 22 мая 2019 года.
27. ↑  俺を好きなのはお前だけかよ 4 (яп.). Shueisha. Дата обращения: 4 ноября 2019. Архивировано 20 марта 2022 года.
28. ↑  俺を好きなのはお前だけかよ 5 (яп.). Shueisha. Дата обращения: 4 апреля 2020. Архивировано 2 ноября 2020 года.
29. ↑  俺を好きなのはお前だけかよ 5 (яп.). Shueisha. Дата обращения: 16 августа 2020. Архивировано 29 октября 2020 года.
30. ↑  Ore wo Suki nano wa Omae Dake ka yo Anime Reveals October Premiere. Anime News Network (9 мая 2019). Дата обращения: 9 мая 2019. Архивировано 29 июня 2019 года.
31. ↑  Ore wo Suki na no wa Omae Dake ka yo Anime Reveals Cast, Video, Theme Songs, October 2 Premiere. Anime News Network (26 августа 2019). Дата обращения: 26 августа 2019. Архивировано 27 августа 2019 года.
32. ↑  秋アニメ『俺を好きなのはお前だけかよ』TOKYO MXほかにて10月2日放送開始！　三澤紗千香さん＆鷲崎健さんによる公式ラジオ番組配信決定！ (яп.). Animate Times (26 августа 2019). Дата обращения: 26 августа 2019. Архивировано 3 декабря 2019 года.
33. 1 2 3  Michelle Liu, Andy Pfeiffer. This Week in Anime Does Anybody Love ORESUKI? (англ.). Anime News Network (9 января 2020). Дата обращения: 28 мая 2020. Архивировано 24 марта 2020 года.
34. ↑  Lynzee Loveridge. ORESUKI: Are you the only one who loves me? Episode 9 (англ.). Anime News Network (28 ноября 2019). Дата обращения: 1 июня 2020. Архивировано 10 марта 2020 года.
35. 1 2 3 4  The Best (and Worst) Anime of Fall 2019 (англ.). Anime News Network (3 января 2020). Дата обращения: 1 июня 2020. Архивировано 5 марта 2020 года.
36. 1 2 3 4  Lynzee Loveridge. ORESUKI: Are you the only one who loves me? Episode 8 (англ.). Anime News Network (21 ноября 2019). Дата обращения: 1 июня 2020. Архивировано 4 сентября 2020 года.
37. 1 2  Lynzee Loveridge. ORESUKI: Are you the only one who loves me? Episode 7 (англ.). Anime News Network (18 ноября 2019). Дата обращения: 1 июня 2020. Архивировано 4 сентября 2020 года.
38. ↑  Lynzee Loveridge. ORESUKI: Are you the only one who loves me? Episode 5 (англ.). Anime News Network (31 октября 2019). Дата обращения: 1 июня 2020. Архивировано 4 сентября 2020 года.
39. ↑  Lynzee Loveridge. ORESUKI: Are you the only one who loves me? Episode 11 (англ.). Anime News Network (18 декабря 2019). Дата обращения: 1 июня 2020. Архивировано 5 марта 2020 года.